# 比萨比萨

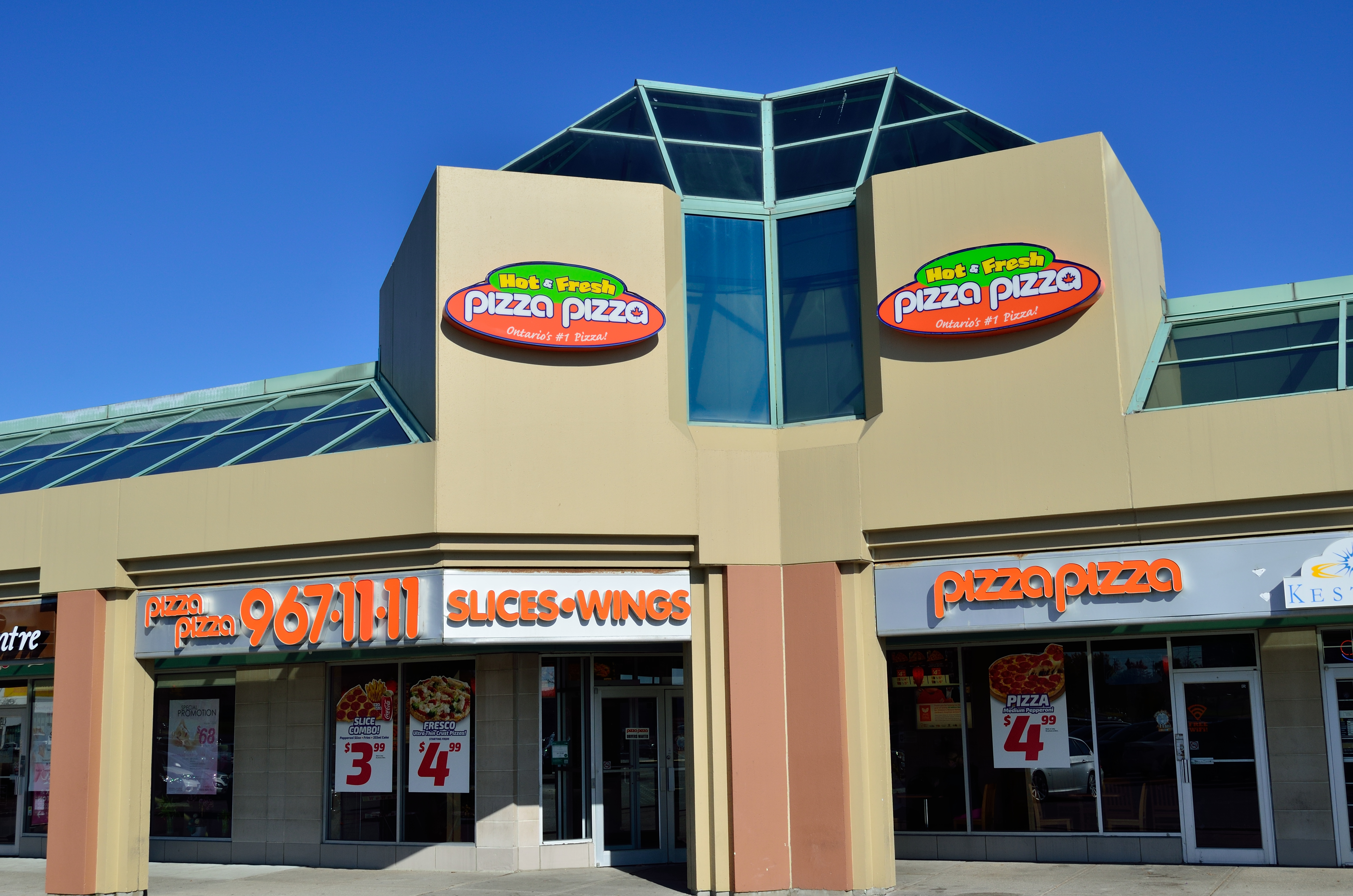
一家位于萬錦的比萨比萨快餐店.

比萨比萨（英文/法文：Pizza Pizza）是一个主要经营比萨饼的加拿大连锁餐厅，其店面主要分布在安大略省，并在魁北克省、新斯科舍省和加拿大西部省份设有分店。比萨比萨在加拿大西部的特许经营权大部分为该店位于阿尔伯塔省的子公司「Pizza 73」所有。该连锁店在加拿大拥有超过500家分店。

## 发展历史
该连锁店的一家店面由创始人迈克尔·奥沃斯（Michael Overs）于1967年12月31日开在多伦多，七十年代时在多伦多市逐渐壮大，八十年代和九十年代时店面扩展到安大略省的其他地区。2007年末蒙特利尔市出现了该市第一家比萨比萨餐厅。
比萨比萨有限公司近些年开始重点着眼于安大略省以外的市场。公司在其2005年的首次公开募股中表示，比萨比萨将会考虑在加拿大西部扩大规模，并可能会采用当地的公司来经营，这项声明促成了2007年该公司收购总部位于阿尔伯塔省的「Pizza 73」公司的协议。与此同时，在2006年，比萨比萨公司宣布了其在魁北克市场的扩张计划，并准备开始与冰球队蒙特利尔加拿大人合资开店。连锁店于2009年扩展到卑诗省的低陆平原地区、曼尼托巴省和萨斯喀彻温省的分店紧随其后。比萨比萨于2010年6月在新斯科舍省的哈利法克斯开设了该市第一家分店。
2009年开始，可口可乐公司的产品开始在比萨比萨餐厅取代百事公司的产品。

## 商业策略
- 比萨比萨现有的口号为「Hot&Fresh（火热&新鲜）」和「Ontario's #1 Pizza（安省最好的比萨饼）」。
- 比萨比萨是世界上第一个使用比萨外卖包的公司[2]。
- 比萨比萨开发了中央数控的外卖呼叫中心。
- 比萨比萨使用多种如便笺，报纸等平面市场广告。
- 比萨比萨推出放有菠萝的比萨饼。